# Зернолуск еквадорський
Зернолу́ск еквадорський (Saltator nigriceps) — вид горобцеподібних птахів родини саякових (Thraupidae). Мешкає в Еквадорі і Перу.

## Опис
Довжина птаха становить 22 см, вага 71 г. Виду не притаманний статевий диморфізм. Голова, горло і шия чорні, потилиця, спина і надхвістя темно-сірі. Груди і живіь темно-сірі, нижня частина живота охриста, нижні покривні пера хвоста жовтувато-охристі. Крила темно-сірі, махові пера дещо темніші. Лапи сизувато-сірі, очі карі. Дзьоб великий, товстий, червоний.

## Поширення і екологія
Еквадорські зернолуски мешкають на західних схилах Анд на південному заході Еквадору (Лоха, Ель-Оро) та на півночі Перу (на південь до Ламбаєке). Вони живуть у вологих гірських тропічних лісах. Зустрічаються на висоті від 1700 до 2900 м над рівнем моря в Еквадорі та на висоті від 1200 до 2500 м над рівнем моря в Перу. Живляться комахами, насінням і ягодами.